# Neotridactylus carbonelli
Neotridactylus carbonelli är en insektsart som beskrevs av Günther, K.K. 1972. Neotridactylus carbonelli ingår i släktet Neotridactylus och familjen Tridactylidae. Inga underarter finns listade i Catalogue of Life.